# Jerry Thomas
Jerry Thomas, född 30 oktober 1830, död 15 december 1885, var en amerikansk bartender och författare från Sackets Harbor i New York.
Thomas drev ett flertal barer i New York, och har skrivit böcker med drinkrecept. Thomas drinkrecept har varit grunden för ett flertal moderna västerländska drinkar såsom Martini, Fizz, Tom Collins och Whiskey sour.